# Almoster (Alvaiázere)
Almoster ist eine Gemeinde (Freguesia) im Kreis (Concelho) Alvaiázere, in Mittel-Portugal. In ihr leben 600 Einwohner (Stand 19. April 2021).

## Geschichte
Erstmals erwähnt wurde der Ort 1220 in den Erhebungen des Königs D.Afonso II., jedoch ist er älter. So ist sein Name vermutlich arabischen Ursprungs. Im Zusammenhang mit den Napoleonischen Invasionen erlitt der Ort 1810 starke Zerstörungen durch die französische Invasionsarmee unter General Masséna.

## Sehenswürdigkeiten
Zu den Baudenkmälern der Gemeinde zählen die Wassermühle Moinho de Água no Olho do Tordo und einige Sakralbauten, darunter die Ruinen der Gemeindekirche aus dem 17. Jahrhundert, die seit den Zerstörungen durch französische Truppen 1810 verfiel.
Sehenswert ist zudem die Brunnenanlage Fonte da Escuza.

## Verwaltung
Almoster ist Sitz einer gleichnamigen Gemeinde (Freguesia) im Kreis Alvaiázere, im Distrikt Leiria.
Folgende Ortschaften liegen in der Gemeinde:
| - Aldeia Nova - Almoster - Ariques - Bemposta - Bouxinhas - Candal - Casal de Além | - Casal do Mouco - Casal Novo - Casal da Rainha - Castelejo - Dedona - Fojo - Galiota | - Macieira - Mouta - Murtal - Outeiro das Pontes - Pechins - Ponte Nova - Ponte Velha | - Quinta dos Ciprestes - Romila - Santa Cruz - Santiago - Vale da Couda |